# Aréniumion

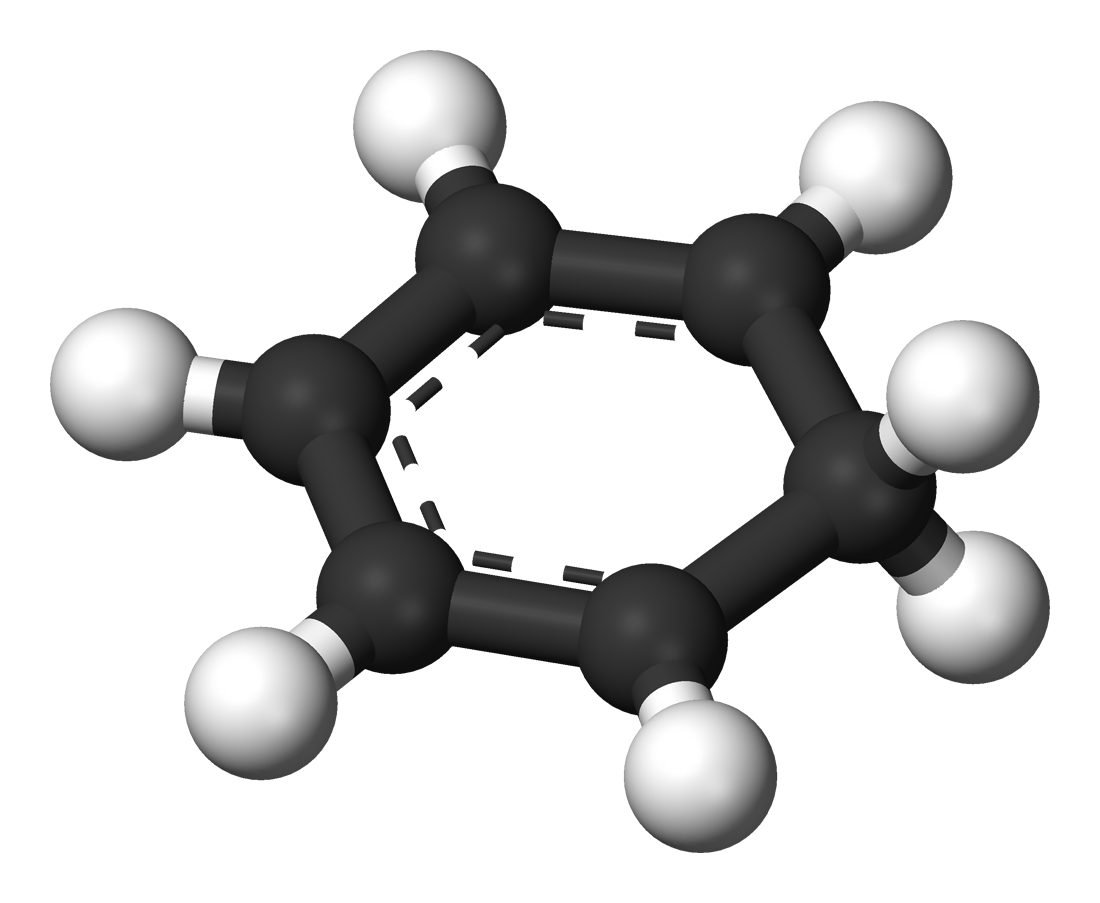
A benzéniumion pálcikamodellje

A szerves kémiában aréniumionnak hívják az aromás elektrofil szubsztitúciós reakció során reaktív köztitermékként keletkező ciklohexadienil kationt. Történelmi okokból ezt a komplexet Wheland-intermediernek vagy szigma-komplexnek (σ-komplex) is nevezik. A legkisebb aréniumion a benzéniumion (C6H7+), amely egy protonált benzolgyűrű.
Az egy szénatomhoz kapcsolódó két hidrogénatom a benzolgyűrű síkjára merőlegesen helyezkedik el. Az aréniumionban nincs aromás rendszer, ám a delokalizáció miatt viszonylag stabil: a pozitív töltés a pí-rendszer révén 3 szénatomon oszlik el, ahogy azt az alábbi mezomer szerkezetek is mutatják:
Az aréniumion stabilitását elektrofillel történő komplexképzés is növelheti.
A benzéniumion stabil vegyület formájában izolálható, ha benzolt karborán szupersavval – H(CB11H(CH3)5Br6) – protonálják. A benzénium só kristályos, 150 °C-ig termikusan stabil anyag. A röntgendiffrakcióval meghatározott kötéshosszak összhangban vannak a ciklohexadienil kation szerkezettel.
Egy vizsgálatban a metilénaréniumiont fémkomplex formájában stabilizálták:
Ebben a reakciósorban a TMEDA-val stabilizált kiindulási 1 R-Pd(II)-Br komplexet dppe-vel a 2 fémkomplexszé alakítják.
A metil-triflát elektrofil támadása 3 metilénaréniumiont hoz létre, melyben a pozitív töltés – a röntgendiffrakciós vizsgálatok alapján – az aromás para helyzetben található, a metiléncsoport pedig 6°-kal eltér a gyűrű síkjától. Vízzel, majd trietil-aminnal végzett reakció az étercsoport hidrolízisét okozza.

## Fordítás
Ez a szócikk részben vagy egészben  az   Arenium ion című angol Wikipédia-szócikk ezen változatának fordításán alapul.  Az eredeti cikk szerkesztőit annak laptörténete sorolja fel. Ez a jelzés csupán a megfogalmazás eredetét és a szerzői jogokat jelzi, nem szolgál a cikkben szereplő információk forrásmegjelöléseként.